# 광릉 크낙새 서식지
광릉 크낙새 서식지(光陵 크낙새 棲息地)는 대한민국 경기도 남양주시 진접읍 부평리, 광릉에 있다. 1962년 12월 7일 대한민국의 천연기념물 제11호로 지정되었다.

## 개요
크낙새는 딱다구리과의 일종으로서 지구상에서 한반도 중부지역에만 생존하고 있으며, 현재는 멸종위기에 처해있다. 암수 구분 없이 몸길이는 46cm 정도이며, 수컷은 머리 꼭대기에 진홍색 깃털을 가지고 있다. 북한에서는 클락새라고 부르며, 광릉에서는 콜락새라고도 부른다. 광릉의 크낙새 서식지는 경기도 포천시 소흘읍, 내촌면, 남양주시 진접읍, 별내면, 자둔면의 5개면에 걸쳐 있다.
광릉(光陵)은 조선 제7대 왕인 세조(재위 1455∼1468)와 왕비 윤씨가 묻힌 곳으로 능 주변의 숲은 조선시대 460여 년간 엄격히 보호되어 크낙새가 둥지를 틀고 살 수 있는 울창한 숲을 유지할 수 있었다. 비록 한국전쟁 이후 많이 변하였으나, 이 지역의 자생식물은 790종 이상이 알려져 있고, 나이 200년 이상의 크고 오래된 나무숲이 있어 크낙새가 이곳을 생활의 거점으로 서식하는 것으로 알려져 있다.
크낙새 자체가 대한민국에서만 사는 진귀한 새로서 학술적 가치가 클 뿐만 아니라, 한국과 일본이 대륙으로 연결되었다는 것을 증명해주는 살아있는 자료로서도 의의가 매우 크다. 그러므로 크낙새가 살고있는 이 지역을 천연기념물로 지정하여 보호하고 있다.

## 같이 보기
- 크낙새
- 광릉

## 참고 자료
- 광릉 크낙새 서식지 - 국가유산청 국가유산포털